# Eparchie Batrun
Die Eparchie Batrun (lateinisch Eparchia Botryensis Maronitarum; arabisch أبرشية البترون المارونية, DMG Abrašīyat al-Batrūn al-Mārūnīya) ist eine im Libanon gelegene Eparchie der maronitischen Kirche mit Sitz in Batrun.

## Geschichte
Die Eparchie Batrun wurde am 5. Juni 1999 durch Papst Johannes Paul II. aus Gebietsabtretungen der Eparchie Joubbé-Sarba errichtet.

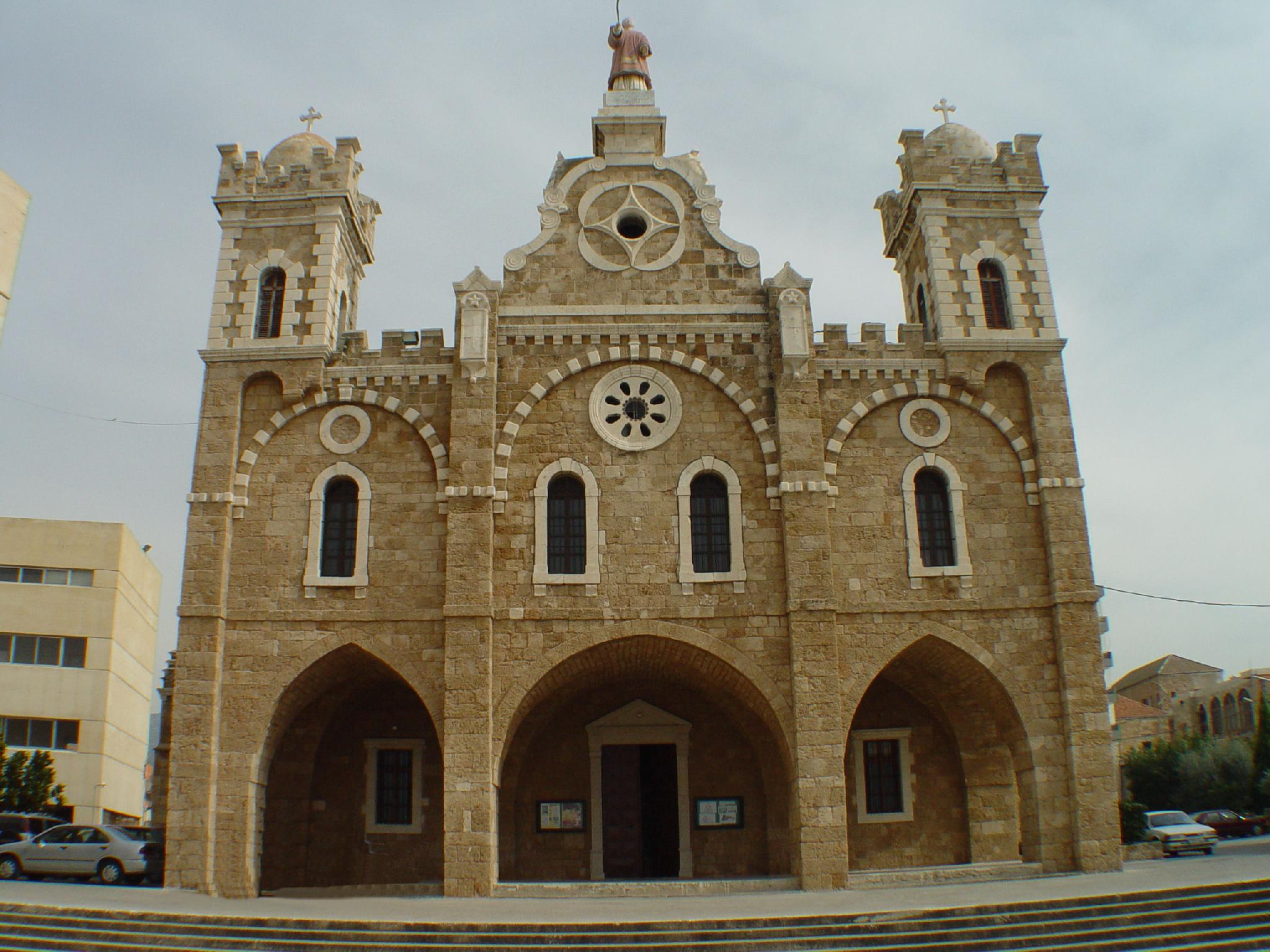
Kathedrale Saint-Etienne in Batrun

## Bischöfe von Batrun
- Paul-Emile Saadé, 1999–2012
- Mounir Khairallah, seit 2012